# Lee Chung-woong
Lee Chung-Woong (tiếng Hàn: 이청웅; sinh ngày 15 tháng 3 năm 1993) là một cầu thủ bóng đá Hàn Quốc hiện tại thi đấu ở vị trí tiền vệ phòng ngự hay trung vệ cho Busan I'Park.

## Sự nghiệp câu lạc bộ
Lee ra mắt chuyên nghiệp cho Busan IPark on 22 tháng 8 năm 2015 trong thất bại 1-0 trước Seongnam. Bàn thắng đầu tiên của anh cho câu lạc bộ là bàn quyết định trong chiến thắng 2-1 trước Gyeongnam tại Cúp FA Hàn Quốc ngày 27 tháng 4 năm 2016.

## Thống kê sự nghiệp câu lạc bộ
Tính đến 4 tháng 12 năm 2017
| Thành tích câu lạc bộ | Thành tích câu lạc bộ | Thành tích câu lạc bộ | Giải vô địch | Giải vô địch | Cúp     | Cúp       | Play-off | Play-off  | Tổng cộng | Tổng cộng |
| Mùa giải              | Câu lạc bộ            | Giải vô địch          | Số trận      | Bàn thắng    | Số trận | Bàn thắng | Số trận  | Bàn thắng | Số trận   | Bàn thắng |
| Hàn Quốc              | Hàn Quốc              | Hàn Quốc              | Giải vô địch | Giải vô địch | Cúp KFA | Cúp KFA   | Play-off | Play-off  | Tổng cộng | Tổng cộng |
| --------------------- | --------------------- | --------------------- | ------------ | ------------ | ------- | --------- | -------- | --------- | --------- | --------- |
| 2015                  | Busan IPark           | K League 1            | 6            | 0            | 0       | 0         | 2        | 0         | 8         | 0         |
| 2016                  | Busan IPark           | K League 2            | 7            | 0            | 1       | 1         | 0        | 0         | 8         | 1         |
| 2017\|                | Busan IPark           | K League 2            | 13           | 0            | 0       | 0         | 0        | 0         | 13        | 0         |
| Tổng cộng sự nghiệp   | Tổng cộng sự nghiệp   | Tổng cộng sự nghiệp   | 26           | 0            | 1       | 1         | 2        | 0         | 29        | 1         |